# Adam Werner
Karl Adam Johannes Werner, född 2 maj 1997 i Mariestad i Västra Götalands län, är en svensk professionell ishockeyspelare som spelar för Modo Hockey i Hockeyallsvenskan. Han inledde sin karriär i moderklubben Mariestad BoIS HC och gick 2013 vidare till Färjestad BK:s ungdoms- och juniorverksamhet. Han gjorde seniordebut i SHL 2014 och samma år draftades han i den femte rundan av Colorado Avalanche som 131:e spelare totalt. Han tillhörde Färjestad fram till 2019 och spelade under tiden också i två säsonger som utlånad till IF Björklöven i Hockeyallsvenskan. 2018 spelade han fyra matcher för San Antonio Rampage i AHL.
Mellan 2019 och 2022 spelade han främst i Nordamerika. Han gjorde NHL-debut för Avalanche 2019, men spelade till större delen för dess farmarklubb Colorado Eagles i AHL. Utöver dessa lag spelade han också för Stockton Heat; dessutom spelade han under en kort period för HC Vita Hästen i Hockeyallsvenskan. 2022 återvände han till Sverige och tillbringade två säsonger med Malmö Redhawks i SHL. 2024 lämnade han åter Sverige för spel med HC TPS i Liiga och spelade den följande säsongen även som utlånad till Linköping HC i sluttampen av säsongen. 2025 anslöt han till Modo Hockey.
Werner blev uttagen till JVM 2017 och U18-VM 2015, dock utan att få någon istid. 

## Karriär

### 2013–2019: Färjestad BK och IF Björklöven
Werner spelade juniorhockey upp till J18-nivå i sin hemstadsklubb Mariestad BoIS. Den 6 juni 2013 värvades Werner till Färjestad BK genom målvaktstränaren Erik Granqvist för att fortsätta sin utveckling i klubbens J18- och J20-lag. Under sin första säsong i Färjestad hade Werner högst räddningsprocent och lägst antal insläppta mål i J18 Elit. Den 1 november 2014 gjorde Werner sin professionella debut som 17-åring under sin andra SHL-match som backup då han blev inbytt i tre minuter i en match mot Leksands IF. Werner återvände sedan till J20-laget.
Under sitt andra år i J20 Superelit förbättrade Werner sin statistik från föregående år efter 30 matcher med Färjestads J20-lag. Utan att ha spelat några fler SHL-matcher under säsongen 2015/16 blev han utlånad till klubbar i Hockeyettan med en match i Köping HC och två i Forshaga IF. Han blev även utlånad till Hockeyallsvenskan och IF Björklöven, dock utan att göra något framträdande för klubben innan han återvände till Färjestad.
Den 15 april 2016 meddelades det att Werner signerat en ettårig förlängning med Färjestad för att befästa sin position som klubbens tredjemålvakt. Samtidigt stod det klart att han skulle komma att lånas ut den kommande säsongen; några dagar senare, den 19 april, bekräftades det att Werner återigen lånats ut till IF Björklöven i Hockeyallsvenskan. Under sommaren 2016 draftades Werner av Colorado Avalanche i den femte rundan som 131:e spelare totalt. Werner gjorde debut i Hockeyallsvenskan i grundseriens andra omgång, den 16 september 2016, i en 4–5-förlust mot Tingsryds AIF. Månaden därpå, den 6 oktober, höll han nollan i serien för första gången då han räddade 15 skott i en 0–1-seger mot BIK Karlskoga. Under denna säsong var Werner lagets förstemålvakt och spelade totalt 25 grundseriematcher och höll nollan vid två tillfällen. Laget slutade på elfte plats i grundserien och misslyckades därför att ta sig till slutspel.
Den 15 mars 2017 stod det klart att Werner skrivit ett nytt tvåårskontrakt med Färjestad BK. En vecka senare bekräftades det att han återigen skulle komma att lånas ut till Björklöven, för säsongen 2017/18. Denna säsong var Werner odiskutabel förstemålvakt för Björklöven; han var den målvakt som hade istid i flest matcher (47) och därmed också den målvakt med flest spelade minuter (2 795). Utöver detta var han den målvakt i grundserien som inkasserade flest vinster (26). Laget slutade på femte plats i grundserien och Werner höll nollan vid tre tillfällen. I den följande slutspelsserien förlorade Björklöven endast en match; detta räckte inte för att ta sig till play off och laget var därmed utslaget. Efter att Björklöven slagits ut skrev Werner ett amatörkontrakt med San Antonio Rampage i AHL. Den 6 april 2018 spelade han sin första AHL-match då han blev inbytt efter drygt halva matchen i en 3–6-förlust mot Cleveland Monsters. Han spelade sedan ytterligare tre matcher för Rampage innan han återvände till Sverige.
Inför säsongen 2018/19 kallades Werner tillbaka till Färjestad för att utgöra klubbens målvaktspar under den kommande säsongen tillsammans med Markus Svensson. Under säsongen kom Werner och Svensson att dela på posten som förstamålvakt. Han spelade sin första SHL-match från start den 11 oktober 2018 i en 4–3-förlust mot Mora IK. Senare samma månad, den 27 oktober, höll han nollan för första gången i SHL-sammanhang då han motade 29 skott i en 0–6-seger mot Brynäs IF. Totalt stod Werner 26 grundseriematcher med en räddningsprocent på 92,6 och höll nollan vid tre tillfällen. Under det följande SM-slutspelet fick dock den mer erfarne Svensson rollen som förstamålvakt.

### 2019–2022: Spel i Nordamerika
Den 13 maj 2019 meddelade Colorado Avalanche i NHL att man skrivit ett tvåårsavtal med Werner. Efter att ha medverkat på Avalanches träningsläger blev Werner nedskickad till klubbens farmarlag Colorado Eagles i AHL den 23 september 2019. Han höll nollan i AHL för första gången den 5 november samma år, i en 4–0-seger mot Ontario Reign, då han räddad samtliga 30 skott. Två dagar senare blev han uppkallad till NHL för att agera back-up till Pavel Francouz då Philipp Grubauer ådragit sig en skada. Efter att Francouz ådragit sig en hjärnskakning under den första minuten i en match mot Winnipeg Jets den 12 november 2019, gjorde Werner NHL-debut. Han höll nollan de 59 minuterna han spelade och stoppade 40 skott i en 0–4-seger. Med denna seger blev Werner den första målvakten i Avalanche/Nordiques historia att vinna sin debut som avbytare; samtidigt blev han också den nionde målvakten i NHL med 40 eller fler räddningar i sin debut sedan säsongen 1955/56. Då båda de ordinarie målvakterna i Avalanche blivit åsidosatta på grund av skada fick Werner sin första start i NHL mot Edmonton Oilers den 14 november 2019. Werner byttes ut efter drygt halva matchen efter att ha släppt in fem mål på 18 skott, däribland ett hat trick av Connor McDavid. Efter dessa två matcher skickades Werner tillbaka till Eagles den 19 november. Med Eagles spelade han totalt 31 matcher där han höll nollan vid två tillfällen.
På grund av Covid-19-pandemin försenades säsongsstarterna av säsongen 2020/21 i Nordamerika till början av 2021. Detta medförde att Werner startade säsongen i Sverige som utlånad till HC Vita Hästen i Hockeyallsvenskan. Han spelade fem matcher för klubben med två segrar som resultat. Han lämnade klubben i mitten av november och återvände till Nordamerika månaden därpå. Han spelade återstoden av säsongen för farmarklubben Eagles i AHL där han fick istid i elva grundseriematcher. I det följande Calder Cup-slutspelet spelade Werner i en av de två matcherna klubben medverkade i innan man slogs ut.
Den 29 juli 2021 stod det klart att Werner skrivit ett ettårigt tvåvägskontrakt med Calgary Flames. Han tillbringade därefter hela säsongen 2021/22 i AHL med farmarklubben Stockton Heat. Han agerade andramålvakt bakom Dustin Wolf och spelade totalt 21 grundseriematcher. Werner spelade inte någon match i Calder Cup-slutspelet där Heat tog sig till semifinalspel.

### Från 2022: Återkomst till Europa
Den 20 juni 2022 bekräftades det att Werner återvänt till Sverige och skrivit ett tvåårskontrakt med Malmö Redhawks i SHL. Till större delen av säsongen delade han på målvaktsansvaret med Daniel Marmenlind och spelade 20 grundseriematcher. Malmö slutade sist i grundserien och tvingades därefter till kvalspel mot Brynäs IF. Werner spelade i de fyra första matcherna där Malmö vann serien med 4–1 i matcher. Även den efterföljande säsongen delade Werner på målvaktssysslan med Marmenlind och spelade 25 grundseriematcher. Laget slutade på tolfte plats och misslyckades därmed att ta sig till SM-slutspel.
Den 18 april 2024 meddelades det att Werner lämnat Sverige för spel med den finska klubben HC TPS i Liiga. Kontraktet skrevs för en säsong med option för ytterligare en. Werner inledde säsongen 2024/25 som förstemålvakt i TPS och spelade sin första match i Liiga den 10 september 2024, mot Tappara. Han höll sin första nolla i ligan den 23 november samma år, i en 3–0-seger mot JYP. Därefter fick han allt mindre speltid och den 21 januari 2025 bekräftades det att Werner lånats ut till Linköping HC i SHL för återstoden av säsongen. I Linköping fick han agera back-up till Jesper Myrenberg och spelade totalt sex matcher för klubben.
TPS valde att inte nyttja optionen på ytterligare en säsong med Werner och den 2 maj 2025 bekräftades det att han skrivit ett tvåårskontrakt med Modo Hockey i Hockeyallsvenskan.

## Statistik
| 2014–15    | Färjestad BK        | SHL        | 1  | 0  | 0  | 0 | 3     | 0   | 0     | 0 | 0.00 | .000 | — | — | — | —   | —  | —   | — | —    | —    |
| 2015–16    | Köping HC           | Div. 1     | 1  | 0  | 0  | 1 | 65    | 2   | 34    | 0 | 1.85 | .944 | — | — | — | —   | —  | —   | — | —    | —    |
| 2015–16    | Forshaga IF         | Div. 1     | 2  | 1  | 1  | 0 | 119   | 5   | 53    | 0 | 2.53 | .914 | — | — | — | —   | —  | —   | — | —    | —    |
| 2016–17    | IF Björklöven       | HA         | 25 | 12 | 13 | 0 | 1 471 | 73  | 604   | 2 | 2.98 | .892 | — | — | — | —   | —  | —   | — | —    | —    |
| 2017–18    | IF Björklöven       | HA         | 47 | 26 | 21 | 0 | 2 794 | 109 | 1 166 | 3 | 2.34 | .914 | 5 | 4 | 1 | 303 | 12 | 111 | 0 | 2.38 | .902 |
| 2017–18    | San Antonio Rampage | AHL        | 4  | 2  | 1  | 0 | 215   | 12  | 88    | 0 | 3.35 | .880 | — | — | — | —   | —  | —   | — | —    | —    |
| 2018–19    | Färjestad BK        | SHL        | 26 | 15 | 6  | 3 | 1 485 | 50  | 628   | 3 | 2.02 | .926 | 2 | 0 | 1 | 90  | 2  | 22  | 0 | 1.54 | .917 |
| 2019–20    | Colorado Eagles     | AHL        | 31 | 18 | 10 | 1 | 1 769 | 86  | 857   | 2 | 2.92 | .909 | — | — | — | —   | —  | —   | — | —    | —    |
| 2019–20    | Colorado Avalanche  | NHL        | 2  | 1  | 1  | 0 | 88    | 5   | 53    | 0 | 3.42 | .914 | — | — | — | —   | —  | —   | — | —    | —    |
| 2020–21    | HC Vita Hästen      | HA         | 5  | 2  | 3  | 0 | 295   | 19  | 119   | 0 | 3.87 | .862 | — | — | — | —   | —  | —   | — | —    | —    |
| 2020–21    | Colorado Eagles     | AHL        | 11 | 6  | 4  | 1 | 659   | 28  | 277   | 1 | 2.55 | .908 | 1 | 1 | 0 | 69  | 4  | 27  | 0 | 3.48 | .871 |
| 2021–22    | Stockton Heat       | AHL        | 21 | 12 | 6  | 2 | 1 186 | 60  | 468   | 0 | 3.04 | .886 | — | — | — | —   | —  | —   | — | —    | —    |
| 2022–23    | Malmö Redhawks      | SHL        | 20 | 10 | 9  | 0 | 1 171 | 53  | 513   | 1 | 2.72 | .906 | — | — | — | —   | —  | —   | — | —    | —    |
| 2023–24    | Malmö Redhawks      | SHL        | 25 | 11 | 14 | 0 | 1 444 | 66  | 600   | 0 | 2.74 | .900 | — | — | — | —   | —  | —   | — | —    | —    |
| 2024–25    | HC TPS              | Liiga      | 22 | 10 | 9  | 3 | 1 257 | 61  | 428   | 1 | 2.91 | .875 | — | — | — | —   | —  | —   | — | —    | —    |
| 2024–25    | Linköping HC        | SHL        | 6  | 3  | 3  | 0 | 361   | 15  | 129   | 0 | 2.49 | .896 | — | — | — | —   | —  | —   | — | —    | —    |
| SHL totalt | SHL totalt          | SHL totalt | 78 | 39 | 32 | 3 | 4 464 | 184 | 1 870 | 4 | 2.47 | .910 | 2 | 0 | 1 | 90  | 2  | 22  | 0 | 1.54 | .917 |
| NHL totalt | NHL totalt          | NHL totalt | 2  | 1  | 1  | 0 | 88    | 5   | 53    | 0 | 3.42 | .914 | — | — | — | —   | —  | —   | — | —    | —    |